# 縮地
“縮地”又稱縮地法、縮地術，遁地術，是道教神话中的仙術之一，據稱運用此術可以遁地藏身，或化遠為近，實現遠距離的瞬間移動。这一概念最早可能見於晋代葛洪的《神仙傳》：
房有神術 能縮地脈 千里存在目前宛然

 — 《神仙傳》卷五〈壺公傳〉
“缩地”概念是因近代道教背景通俗化文学作品而广为中国民间所知，后传入受中国文化影响的其他国家，比如朝鮮和日本，為这些地区民間傳說和文學作品所取材。《封神演义》作为此类故事的代表，其中很多角色都能使用缩地(遁地)法术，代表者如土行孙。类似的，《西游记》中孙悟空纵然会使日行十万八千里的筋斗云也无法逃脱如来佛的手掌心，也是因为如来使用了“缩地”类的法术。因为脱胎于传说，故而从无准确的定义，因此在不同的作品中，对缩地（遁地）具体实施方法和效果的描述往往不一致。

## 对现代世界的影响
在朝鮮民主主義人民共和國的宣傳中，金日成和金正日父子就掌握縮地的本領（见“将军会用缩地法”）。朝鲜官方曾对此主题創作故事和歌曲。按此类说法，金日成在中国东北的抗日斗争中被传言曾施展缩地法加速行军，并多次使用遁地术逃离日本兵的围捕，金正日则能通过缩地法瞬间到达前线进行军事指挥。在日本，“缩地”的相关术语都有原生的日文假名对应，不仅见诸一系列历史文学作品，甚至在《网球王子》这类现代流行动漫作品中都有提及。

## 与现代科学概念的巧合
“缩地”作为发源于传说，凭空幻想出的概念，某些方面确与现代物理的“虫洞”假说不谋而合，即实现本体相对于空间的向量缩放。